# 糸瀬七葉
糸瀬 七葉（いとせ ななは、2003年12月31日 - ）は、日本の女優。愛知県出身。アオイコーポレーション所属。

## 人物
知多市立八幡中学校卒。
身長160cm。
趣味はピアノ、フルート。
2016年、「2017 ミス・ティーン・ジャパン」グランプリ受賞。

## 出演

### テレビドラマ
- あなたには帰る家がある 第9・10話（2018年、TBS） - 藤村凛 役
- あなたには渡さない（2018年、テレビ東京）
- 警視庁ゼロ係〜生活安全課なんでも相談室〜 第7話（2019年、テレビ東京） - 向井葵 役
- 知らなくていいコト 第4話（2020年、日本テレビ） - 女子高生 役
- 西荻窪 三ツ星洋酒堂（2021年、MBS） - 浅田佳子 役
- こころのフフフ（2021年、WOWOW） - 三橋いずみ 役
- 優しい音楽〜ティアーズ・イン・ヘヴン 天国のきみへ（2022年、テレビ東京） - 井上まいこ 役
- 恋なんて、本気でやってどうするの? 第1話（2022年、フジテレビ）
- 暴太郎戦隊ドンブラザーズ ドン28話（2022年、テレビ朝日） - 伊集院瑞穂 役
- ペルソナの密告 3つの顔をもつ容疑者（2023年3月24日、テレビ東京） - 宮永はるか 役[3]
- ジャンヌの裁き（2024年1月12日 - 3月8日、テレビ東京） - 神山わこ 役[4]
- 忘れっぽいハムレット（2024年11月9日、テレビ愛知） - 主演・鈴森唯奈 役[5]
- 最高のオバハン中島ハルコ スピンオフ〜大谷家の大騒動!in愛知・幸田町〜（2025年3月23日、東海テレビ） - 大谷冬 役[6]

### ウェブドラマ
- いつか、眠りにつく日（2019年、FOD）

### 映画
- ヌヌ子の聖★戦 HARAJUKU STORY（2018年、SAIGATE） - 高梨歩美 役
- 小説の神様 君としか描けない物語（2020年、HIGH BROW CINEMA） - 川添美加 役
- テイクオーバーゾーン（2020年、キャンター） - 庄司雪菜 役
- ゾッキ（2021年、イオンエンターテイメント） - 女子高生 役
- 札束と温泉（2023年6月30日、渋谷プロダクション） - 佐々木恵麻 役[7][8]

### テレビ番組
- めざましテレビ「イマドキ」（2021年 - 、フジテレビ） - イマドキガール[9]

### CM
- よんでんeストーリーズ「IHでクッキング篇」（2018年）
- 花王「Lises泡カラー」（2022年）
- スターキャットテレビ（2024年5月〜）

### MV
- 愛知県知多市制施行50周年記念テーマソング「STAY DREAM 〜未来へのヒカリ〜」（2021年）
- HIKAKIN & SEIKIN 7th Single「コール」（2024年）

### イベント
- HALLOWEEN'S 2016 JACK O LAND（2016年）
- FUKUOKA ASIA COLLECTION（2017年）
- NAGOYA KIDS COLLECTION 2017 A/W（2017年）

### 雑誌
- UP to boy（2022年、ワニブックス）
  - vol312
  - vol314
  - vol315
- UteenB No.1（2022年、ワニブックス）

### WEB
- ニュースクランチ（2022年）